# Piliscsabai volánbuszos robbantás
A piliscsabai volánbuszos robbantás egy robbantásos bűncselekmény volt 1996. október 5-én Magyarországon, melyet az elkövető egy Piliscsaba területén haladó, Esztergomba tartó Volánbusz-járaton hajtott végre. A detonációnak több súlyos sebesültje is volt, de halálos kimenetel szerencsére nem következett be. A hatóságok, egy akkor már több hónapja tartó nyomozás eredményeként, kilenc nappal később fogták el az elkövetőt, aki az egyik korábbi bűncselekménye miatt a „ketchupos robbantó” nevet kapta az akkori bűnügyi sajtóban. Az eset idején 17 éves, középiskolás fiú, aki további robbantásra is készült, 14 év börtönbüntetést kapott, azóta már kiszabadult.

## Események
Piliscsaba egyik buszmegállójába 1996. október 5-én érkezett a Volánbusz egy menetrend szerint Budapestről Esztergomba tartó buszjárata. Többen megkezdték a járműről való leszállást, amikor a busz hátsó részének bal oldalán robbanás történt. Az ott ülők közül négyen, más adat szerint hatan sebesültek meg, közülük hárman súlyosan. A rendőrségi helyszínelők több mint egy órával később érkeztek a helyszínre, ahol megjelent Nikolits István, a titkosszolgálatokat felügyelő tárca nélküli miniszter, a térség akkori országgyűlési képviselője is. Szakértők szerint ha a robbanás pillanatában zárva lettek volna a jármű ajtajai, akkor sokkal súlyosabb tragédia is bekövetkezhetett volna.
Korábban, 1996. július 20-án Esztergomban történt már egy robbantási kísérlet, amikor az elkövető egy élelmiszerüzletben egy ketchupos flakonba rejtett bombát. A készülék azonban nem robbant fel, mert a dolgozók felfigyeltek arra, hogy a flakonból valami kilóg, ezért idejében értesítették a hatóságokat. A piliscsabai robbantást követően, tekintettel a két bűncselekmény hasonló körülményeire is, viszonylag hamar felmerült annak gyanúja, hogy a merényletkísérlet és a buszrobbantás elkövetője vagy elkövetői azonosak lehettek.
A feltételezett elkövetőt, egy B. Ferenc nevű, az eset idején 17 éves fiút több hónap nyomozás után, 1996. október 14-én fogták el a hatóságok. A gyanúsított beismerte mindkét bűncselekményt, sőt más általa elkövetett bűntettekről is vallomást tett. Elmondta, hogy korábban, 1996. július 2-án fegyveres rablást próbált elkövetni egy esztergomi üzletben, sikertelenül, valamint október 4-én megzsarolt három esztergomi vállalkozót is, 200 000 forint védelmi pénzt követelve tőlük; a buszon végrehajtott robbantást is azért követte el, hogy megfélemlítse őket. A nyomozók egyébként épp a zsarolási ügy felderítésének eredményeként azonosították, és fogták el B. Ferencet.
A nyomozás során bebizonyosodott, hogy robbanószerkezeteket az elkövető maga gyártotta, az ahhoz szükséges ismereteket önképzéssel, különféle könyvekből szerezte meg. Az is kiderült, hogy a fiú folytatásra készült – feltevések szerint talán október 23-án, a nemzeti ünnepen robbantott volna –, az otthonában berendezett minilaborból előkerültek robbanószerkezet gyártásához szükséges vegyszerek, kellékek és szakmai leírások.
A nyomozásba bevont szakértők azt állapították meg, hogy B. Ferenc személyiségzavarban szenvedő, kóros fantáziájú, de átlagon felüli értelmi képességekkel rendelkező fiú volt, többes személyiséggel. „Az átmenet egyikből a másikba hirtelen, stressz hatására következik be, s az eredeti személyiség rendszerint nem tud a többi létezéséről. Az alapszemélyiség a hétköznapi, iskolába járó; a másik az, aki a bűncselekmények elkövetésére rávette; a harmadik az utasításokat végrehajtó, robbantó; s a negyedik az olvasott vegyészzseni” – olvasható egy, a szakvéleményeket összegző cikkben.
Bírósági tárgyalásán azt mondta, csak részben érzi bűnösnek magát, de nem tudott érdemi magyarázatot adni arra, hogy miért gondolja így. Az ügyben eljáró bíróság végül tizennégy év börtönre ítélte a fiatalkorú vádlottat az általa elkövetett bűncselekmények miatt. A büntetőper mellett a piliscsabai robbantás több sebesültje polgári pert is kezdeményezett a fiú ellen, mert maradandó sérüléseket szenvedtek.